# Raimanso
Raimanso (Raimaso) ist eine osttimoresische Aldeia im Suco Liurai (Verwaltungsamt Aileu, Gemeinde Aileu). 2015 lebten in der Aldeia 473 Menschen.

## Geographie
Die Aldeia Raimanso liegt im nördlichen Zentrum des Sucos Liurai. Der Großteil der Aldeia liegt auf einer Meereshöhe zwischen 1000 m und 1500 m. Südwestlich befindet sich die Aldeia Quirilelo, südöstlich die Aldeia Rairema, östlich die Aldeia Coulaudo, nordöstlich die Aldeia Banderahun und nordwestlich die Aldeia Fatulmau.
Eine Straße führt in den Süden von Raimanso zum gleichnamigen Ort. Etwas weiter nordwestlich befindet sich das Dorf Maurus Raen.

## Politik
2023 wurde José Sexta zum Chefe de Aldeia gewählt.